# Jasmine Villegas
Jasmine Marie Villegas (São José, 7 de dezembro de 1993) é uma cantora e atriz mexicana-americana. Jasmine ficou conhecida depois de fazer par romântico com o cantor Justin Bieber em um videoclipe.

## Biografia
Filha de pai filipino e mãe mexicana, Jasmine descobriu seu talento para cantar e atuar quando tinha apenas quatro anos de idade. Aos sete, venceu um concurso de canto em sua cidade natal, São José, na Califórnia. A americana foi descoberta aos onze anos quando um homem a ouviu cantar, enquanto caminhava pela rua. Ele levou-a até um amigo que trabalhava para o Damon Dash Music Group. Seu amigo ficou impressionado e a fez cantar para sua chefe, Gabriella Mosci. Gabriella resolveu empresá-la. Jasmine, por sua vez, começou a aprimorar suas habilidades musicais, pois até então, não havia feito muitos trabalhos nessa área por conta da idade. Sua primeira aparição na TV foi em um comercial da animação "The Land Before Time" (em português:  Em Busca do Vale Encantado).
Jasmine ganhou notoriedade na mídia internacional com sua participação no videoclipe da música "Baby" do cantor canadense Justin Bieber. No vídeo, ela faz par romântico com o cantor e em uma cena eles se beijam, porém a cena foi retirada do clipe na edição de imagens. O single foi bem sucedido e ela fez participação no single seguinte do cantor, "Eenie Meenie". Recentemente, Jasmine confessou ter sofrido abusos físicos do seu ex-namorado, Young Jinsu, que ela retrata nos clipes de "Didn't Mean It e Paint a Smile". Jasmine, que afirma ter conseguido superar todo o trauma, atualmente fez parceria com um serviço de apoio por telefone para ajudar pessoas que também passam ou passaram pela mesma experiência.

## Filmografia

### Televisão
| Ano  | Título                                           | Personagem | Notas                              |
| ---- | ------------------------------------------------ | ---------- | ---------------------------------- |
| 2003 | My Wife and Kids                                 | Rachel     | Participação especial (1 episódio) |
| 2004 | Threat Matrix                                    | Filha #1   | Participação especial (1 episódio) |
| 2006 | The Nine                                         | Tiffany    | Participação especial (1 episódio) |
| 2007 | That's So Raven                                  | Patty      | Participação especial (1 episódio) |
| 2007 | Arwin!                                           | Lídia      | Participação especial (1 episódio) |
| 2009 | Pacquiao vs. Hatton: The Battle of East and West | Ela mesma  | -                                  |

### Participações em videoclipes
| Ano  | Single              | Álbum         | Artista do álbum                                      |
| ---- | ------------------- | ------------- | ----------------------------------------------------- |
| 2005 | How to Deal         | The One       | Frankie J                                             |
| 2010 | Baby                | My World 2.0  | Justin Bieber (part. Ludacris)                        |
| 2010 | Eenie Meenie        | My World 2.0  | Justin Bieber (part. Sean Kingston)                   |
| 2011 | My Girl (Remix)     | Number 1 Girl | Mindless Behavior (part. Ciara, Tyga & Lil Twist)     |
| 2015 | Uptown Funk (Cover) | -             | Fifth Harmony (part. Mahogany Lox & Jacob Whitesides) |
| 2015 | This Could Be Us    | SremmLife     | Rae Sremmurd                                          |

## Discografia

### Singles
| Ano  | Título                                     |
| ---- | ------------------------------------------ |
| 2010 | Serious                                    |
| 2010 | All These Boys                             |
| 2010 | Jealous                                    |
| 2010 | Werk                                       |
| 2011 | Natural                                    |
| 2011 | Just a Friend                              |
| 2011 | Maquerade                                  |
| 2012 | Didn't Mean It                             |
| 2013 | Paint A Smile                              |
| 2014 | That's Me Right There feat. Kendrick Lamar |
| 2014 | I Love Your Crazy                          |
| 2014 | Walk Away                                  |
| 2016 | Gimme More                                 |

### Turnês
| Ano  | Título                      |
| ---- | --------------------------- |
| 2010 | My World Tour               |
| 2015 | The Reflection Tour         |
| 2015 | The Dazed And Confused Tour |